# Истратов, Василий Николаевич
Васи́лий Никола́евич Истра́тов (род. 30 декабря 1954) — российский дипломат. Чрезвычайный и полномочный посланник 1 класса (2008).

## Биография
Окончил исторический факультет Московский государственный университет им. М. В. Ломоносова (1977), аспирантуру (1980). На дипломатической работе с 1991 года. Владеет французским и английским языками. Кандидат исторических наук.
- До 1991 года преподавал историю Британии в МГУ.
- В 1999—2003 годах — советник-посланник Посольства России в Ирландии.
- С сентября 2003 по май 2006 года — заместитель директора Департамента Северной Америки МИД России.
- С 29 мая 2006 по 24 февраля 2009 года — чрезвычайный и полномочный посол России в Азербайджане[1][2].

После 2009 года — член Совета директоров ЗАО «АзНар» им. Теймура Ахмедова, первый заместитель исполнительного директора Фонда «Русский мир».

## Дипломатический ранг
- Чрезвычайный и полномочный посланник 2 класса (7 ноября 1997)[5].
- Чрезвычайный и полномочный посланник 1 класса (17 декабря 2008)[6].

## Семья
Женат, имеет дочь.